# Coup de Grace
Coup de Grace es el decimocuarto álbum de estudio de la banda inglesa The Stranglers. Lanzado el 26 de octubre de 1998 por el sello Eagle Records.
Listado de canciones
1. "God Is Good" (4:03)
2. "You Don't Think That What You've Done Is Wrong" (3:13)
3. "Tonight" (3:18)
4. "Jump Over My Shadow" (4:32)
5. "Miss You" (5:04)
6. "Coup de Grace (S-O-S)" (3:24)
7. "In The End" (3:14)
8. "No Reason" (5:16)
9. "Known Only Unto God" (4:40)
10. "The Light" (5:59)

The Stranglers
Paul Roberts - Voz.
John Ellis - Guitarra y voz.
Jean Jacques Burnel - Bajo y coros.
Dave Greenfield - Órgano, sintetizador y coros.
Jet Black - Batería y percusión.